# Tinovul Șarul Dornei (sit SCI)
Tinovul Șarul Dornei este o arie protejată (arie specială de conservare — SAC, sit de importanță comunitară — SCI) din România, desemnată în scopul protejării biodiversității și menținerii într-o stare de conservare favorabilă a florei spontane și faunei sălbatice, precum și a habitatelor naturale de interes comunitar aflate în arealul zonei de protecție. Aceasta se întinde pe o suprafață de 41,8 ha, integral pe uscat.

## Localizare
Situl Tinovul Șarul Dornei se întinde pe teritoriul administrativ al comunei Șaru Dornei din județul Suceava. Centrul acestuia este situat la coordonatele 47°15′25″N 25°21′20″E / 47.256992°N 25.355522°E.

## Înființare
Situl Tinovul Șarul Dornei (ROSCI0249) a fost declarat sit de importanță comunitară în decembrie 2007 pentru a proteja 18 specii de animale. Situl a fost protejat și ca arie specială de conservare în mai 2022. Acesta include rezervația naturală Tinovul Șaru Dornei.

## Biodiversitate
Situată în ecoregiunea alpină a Munților Calimani, aria protejată conține două habitate naturale: Turbării active și Turbării împădurite.
La baza desemnării sitului se află  ligularia (Ligularia sibirica), o specie floristică ocrotită la nivel european prin Directiva C.E. 92/43/CE (anexa I-a) din 21 mai 1992 (privind conservarea habitatelor naturale și a speciilor de faună și floră sălbatică).
Pe lângă planta protejată aflată la baza desemnării sitului, pe teritoriul sitului au mai fost identificate 7 de specii din fauna sălbatică și flora spontană  a României protejate la nivel european sau aflate pe lista roșie a IUCN.